# Louis Jean Delton

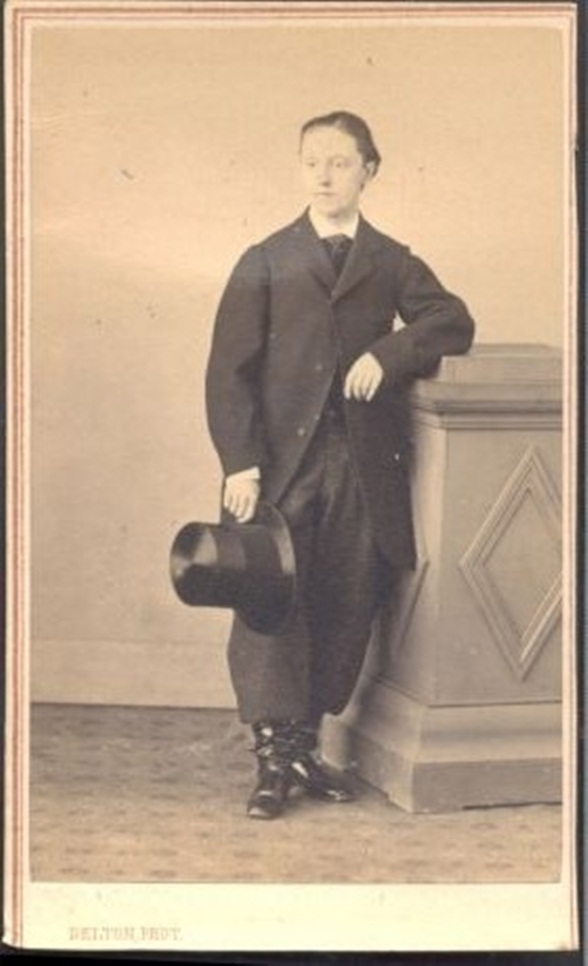
Princ Filipe Luís Maria Bourbonský (1847–1922)

Louis-Jean známý jako "John" Delton (20. dubna 1807, Paříž – 2. ledna 1891, Neuilly-sur-Seine ) byl francouzský důstojník, nadšený do jezdectví a dostihy, který se stal fotografem koní a zakladatelem dynastie fotografů, kteří nesli jméno Jean Delton.

## Životopis
Po své důstojnické kariéře byl spolu s Augustem Lupinem jedním z iniciátorů koňských dostihů ve Francii. Byl členem klubu Jockey Club de Paris. K fotografování se dostal z vášně ke koním. Svůj ateliér si zřídil v Bois de Boulogne, na avenue de l'Impératrice 83 (dnes avenue Foch). Fotografoval tam jezdce aristokracie, amazonky a žokeje, kteří se tam scházeli každý den, a tvořil tak významnou sbírku. Jeho modely pózují buď v exteriéru v plenéru ("sur le motif", „na zemi“), na vybraných místech v lese, nebo v jeho ateliéru před gigantickými malovanými plátny. Svou klientelu si získal, když v roce 1862 fotografoval císařskou rodinu, pruského krále, budoucího španělského krále Alfonse XII. Vystavoval na mezinárodních výstavách a vydával kolekce fotografií. V roce 1867 s ním pracovali jeho synové Jean a Georges, poté ho Jean následoval v roce 1870. Dílna byla zničena během války pruským bombardováním. Brzy byla znovu vystavěna.

## Jean Delton I
Jeho syn Jean Delton (1850 –1901), pořídil v roce 1884 první fotografie koní v pohybu. Pořádal také četné výstavy a publikoval různá díla. : Reprodukce 104 ilustrací Bible reverenda Thomase Stackahouse (1871), Koně a posádky v Paříži (1878, Tour du Bois (1883). V letech 1889 až 1894 vydával ilustrovaný časopis Photographie hippique a byl ředitelem deníku Le Sport Universlle illustré.

## Jean Delton II
Jeho vnuk, pojmenovaný Jean jako on, se narodil v roce 1890. Mobilizován v roce 1914 byl zabit v Belgii 19. října téhož roku  .

## Fotografie

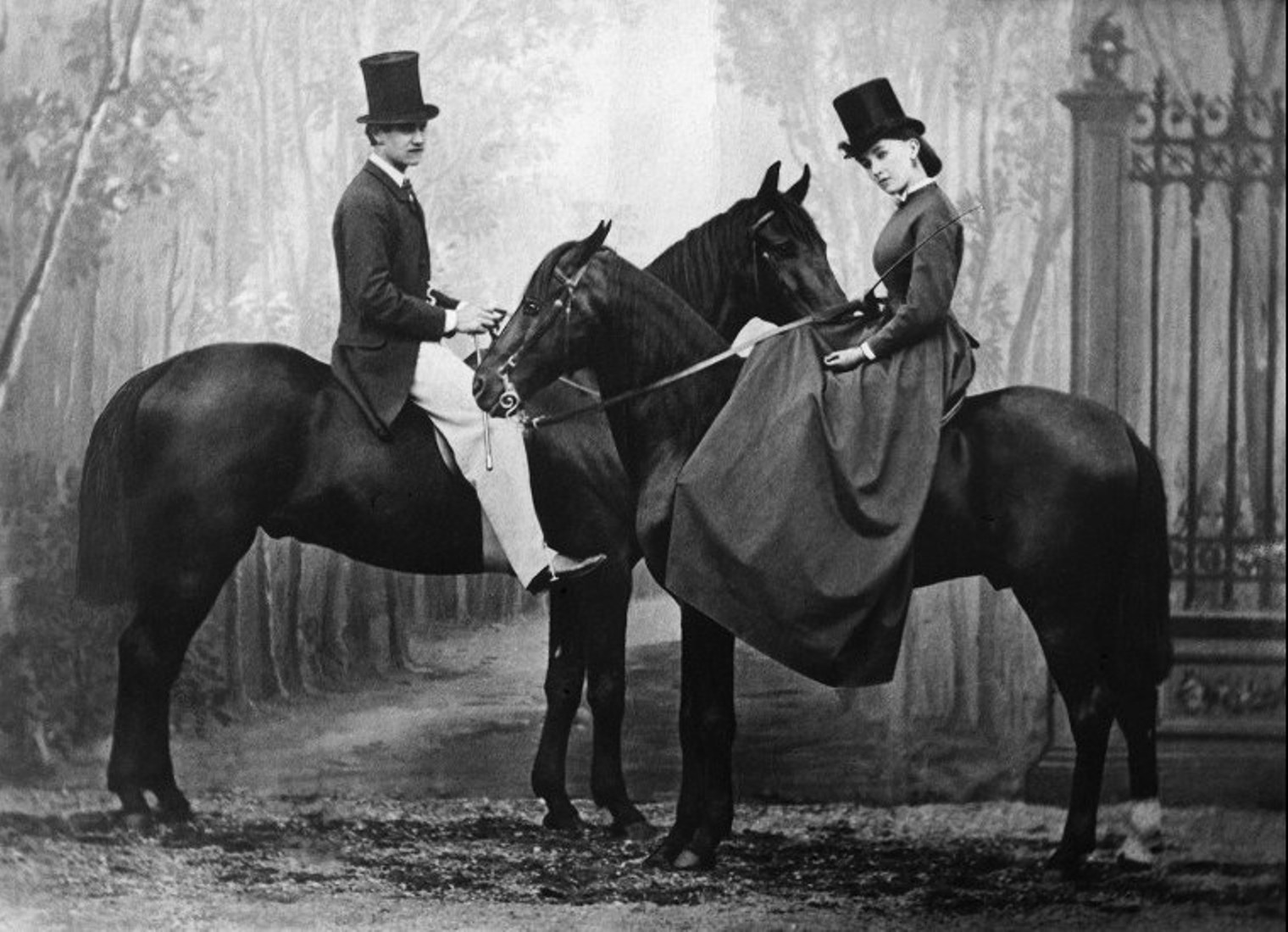
Louis-Jean Delton: Princ Achille Murat (1847-1895), syn prince Luciena Murata a kurtizány Cora Pearl, 1865
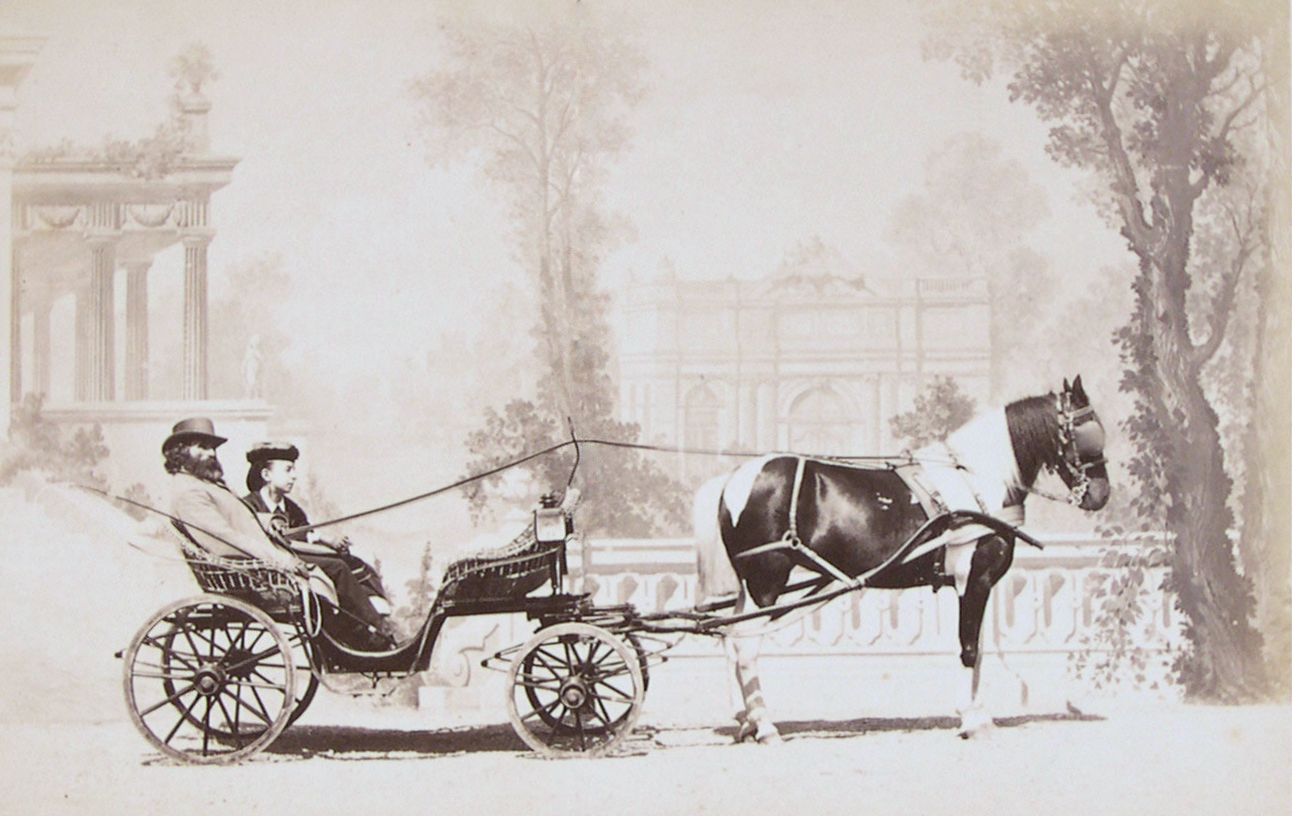
Louis-Jean Delton : Adam Salomon, 1867
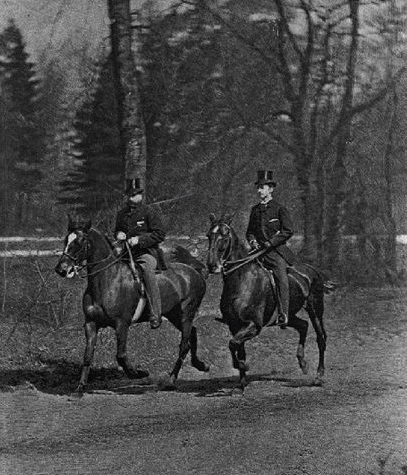
Jean I Delton: Fotografie koní
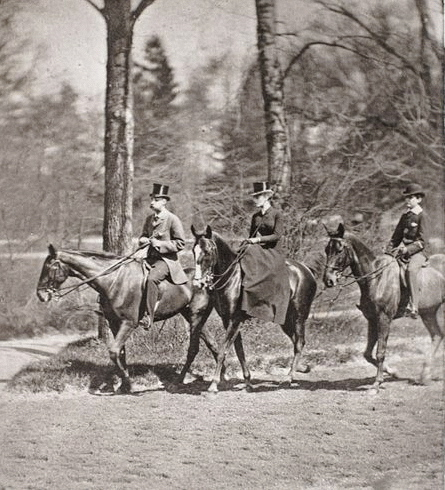
Jean I Delton: Fotografie koní, 1884
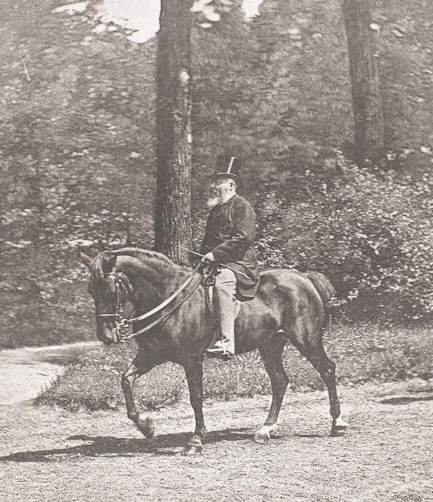
Jean I Delton: Edmond Joubert
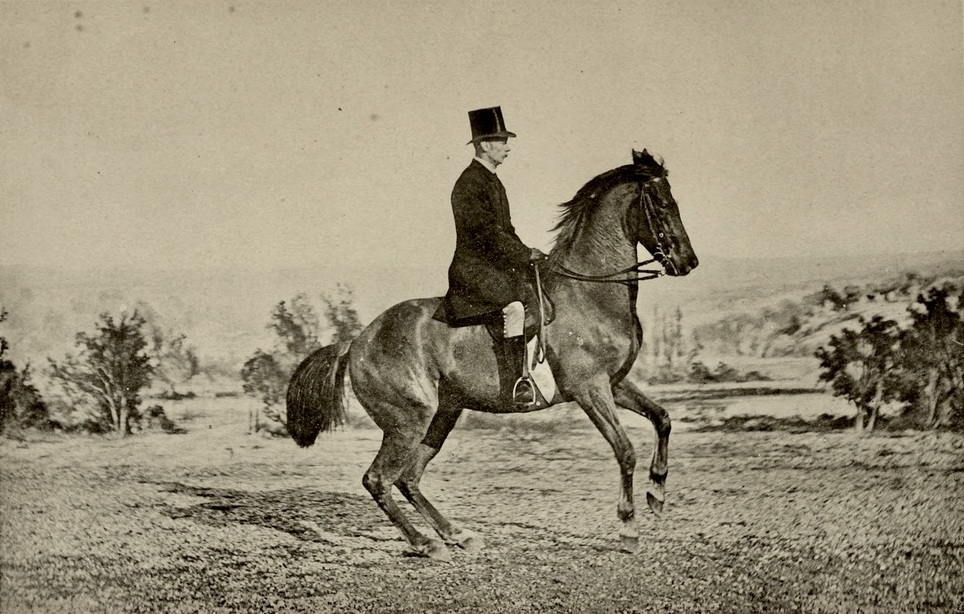
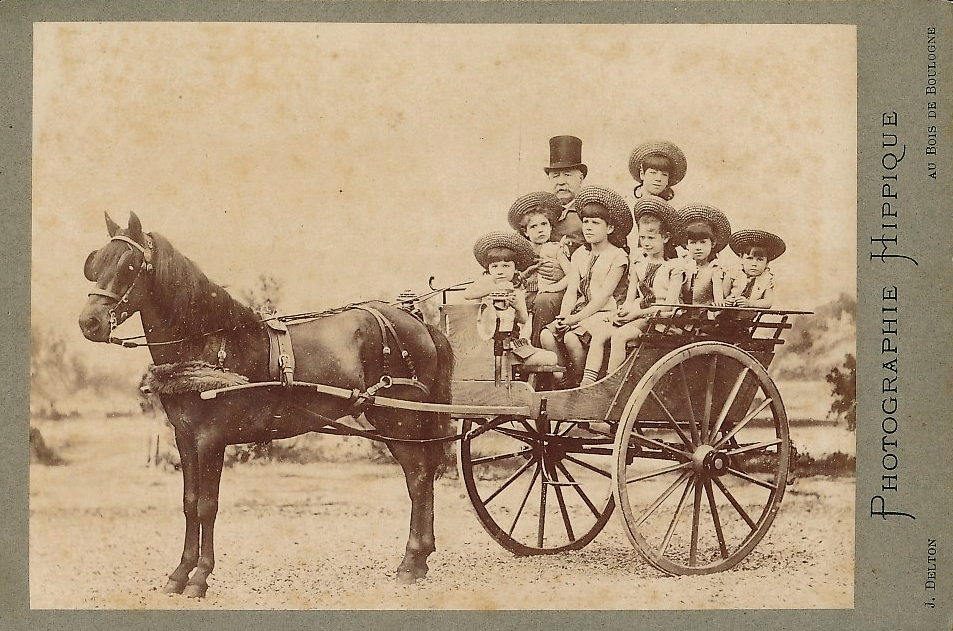
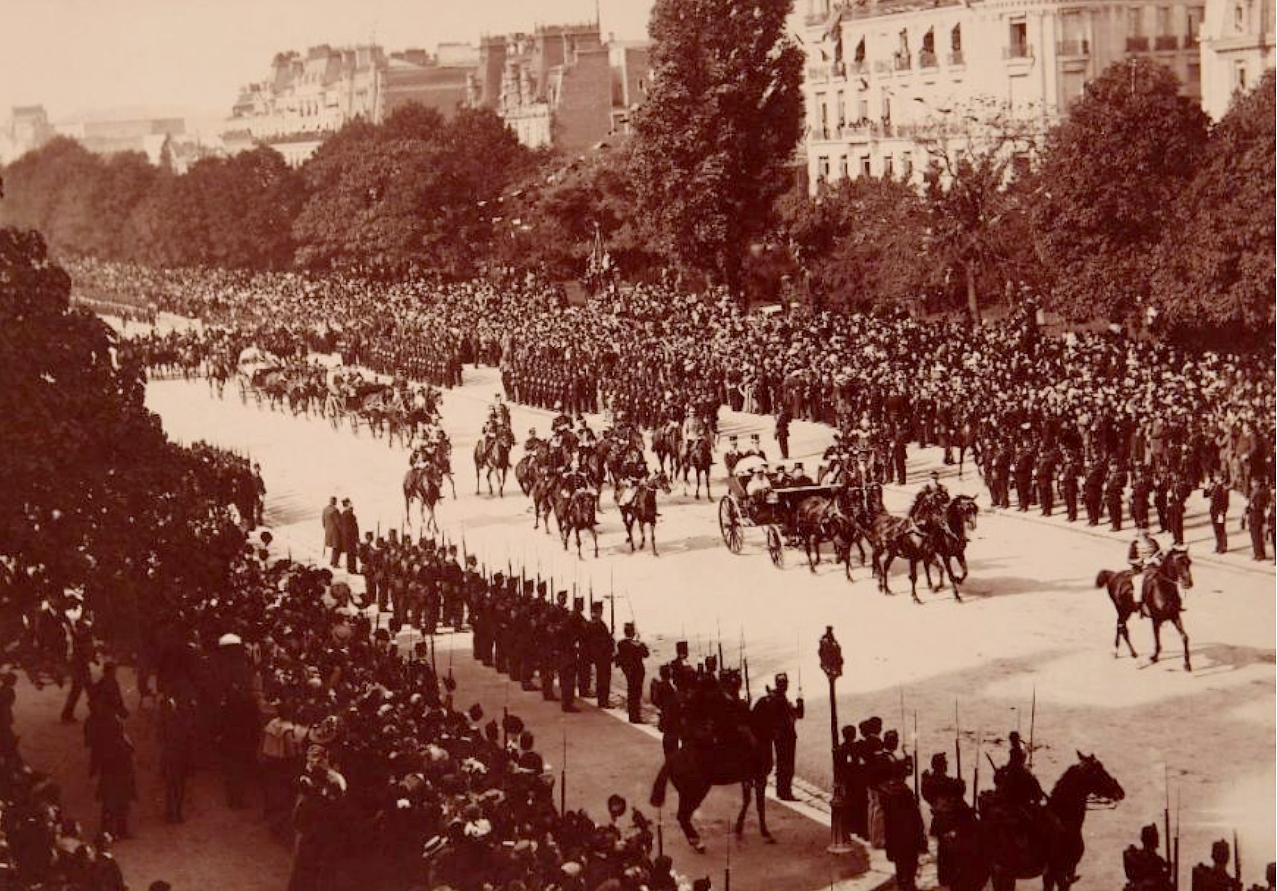